# Álvaro de Carvalho de Andrea
Álvaro de Carvalho de Andrea (Lisboa, 4 de Junho de 1907 — Lisboa, 6 de Janeiro de 1962) foi um médico e publicista português.

## Biografia
Licenciou-se na Faculdade de Medicina da Universidade de Lisboa e tinha o curso de L'Adaptation de l'Enfant Atteint d'Infirmité Motrice no Centro Internacional da Criança, em Paris, em 1954, onde esteve como bolseiro da Organização Mundial de Saúde.
Foi Adjunto do Centro de Inquérito Assistencial e Presidente da Comissão de Auxílio aos Inválidos. Foi Chefe dos Serviços de Readaptação do Instituto de Assistência Nacional aos Tuberculosos e Chefe do Serviço de Readaptação de Crianças Deficientes na Casa Pia de Lisboa.
Foi delegado ao 1.º Congresso de Physical Medicine, realizado em Londres no ano de 1952 e delegado ao 1.º Congresso da World Confederation for Physical Therapy, também realizado em Londres no ano de 1953.

## Obras
Publicou: 
- Centro de Recuperação de Deficientes Motores, 1951[1]
- Alguns Aspectos da Recuperação dos Deficientes, 1953[1]
- A Terapia Ocupacional e a Enfermagem, 1953[1]
- Os Deficientes e o Desporto, 1955[1]
- Alguns Aspectos da Readaptação Social dos Cegos, 1956[1]
- Alguns Aspectos da Recuperação Funcional e Adaptação Social dos Amputados, 1956[1]
- Alguns Aspectos da Recuperação Funcional das Crianças Encefalópatas e da sua Adaptação Social, 1956[1]
- Alguns Aspectos da Importância da Terapia Ocupacional na Recuperação dos Tuberculosos, 1957[1]
- O Deficiente, Mão-de-Obra Desconhecida, 1957[1]
- Os Deficientes e os Centros de Recuperação perante a Indústria', 1957[1]
- E Eles porque não?, 1958[1]
- Quem Boa Cama Fizer, 1958[1]
- A Recuperação Funcional e a Adaptação Social dos Amputados, 1958[1]
- Aspectos Actuais da Reeducação e Reabilitação, separata da "Revista Médica Contemporânea", 1960[2]
- A Readaptação Social dos Tuberculosos, 1960[2]
- Paralíticos Cerebrais Infantis, Seus Problemas, Sua Recuperação, 1962[2]